# Yayamari
Yayamari és una muntanya de la serralada de Vilcanota, una secció de la gran serralada dels Andes que es troba al Perú. El seu cim s'eleva fins als 6.049 metres. Es troba al Departament de Cusco, a la frontera entre les províncies de Canchis i la Quispicanchi. El Yayamari es troba al nord-est del llac Sibinacocha, al nord del llac Amayuni i al nord-oest del Huila Aje i el Condoriquiña.